# Chi Cheng
Chi Cheng (em chinês: 紀政; em pinyin: Jì Zhèng; Hsinchu, Taiwan, 15 de março de 1944), é uma antiga atleta que representava a República da China (Taiwan) em provas de barreiras altas e de velocidade pura. Foi medalhada olímpica nos Jogos de 1968 e foi considerada Atleta do Ano de 1970 pela Associated Press.
Foi também recordista mundial de 100 metros com barreiras.
Atleta polivalente, Chi Cheng participou em três Olimpíadas, em diferentes modalidades: 80 m barriras nos Jogos Olímpicos de Roma, em 1960; 80 m barreiras, salto em comprimento e pentatlo nos Jogos Olímpicos de Tóquio em 1964; 100 metros, 80 m barreiras e estafeta 4 x 100 metros nos Jogos Olímpicos do México em 1968.